# Clément Rosset
Clément Rosset (* 12. Oktober 1939 in Carteret, Département Manche; † 27. März 2018 in Paris) war ein französischer Philosoph.

## Leben
Clément Rosset studierte an der École normale supérieure (ENS Ulm) in Paris. Mit zwanzig Jahren erhielt er einen Lehrauftrag für Philosophie. Anschließend war Rosset von 1967 bis 1998 vor allem als außerordentlicher Professor der Philosophie an der Universität von Nizza tätig.

## Schriften (Auswahl)
- Impressions fugitives. L'ombre, le reflet, l'écho. Éditions de Minuit, Paris 2004, ISBN 2-7073-1853-1.
  - deutsch: Flüchtige Eindrücke. Der Schatten, das Spiegelbild, das Echo. Konserve, Leipzig 2010, ISBN 978-3-941827-03-5.
- La régime des passions et autres textes. Éditions de Minuit, Paris 2001, ISBN 2-7073-1764-0.
  - deutsch: Regime der Leidenschaften und andere Texte. Merve Verlag, Berlin 2002, ISBN 3-88396-181-7.
- L'objet singulier. Éditions de Minuit, Paris 1985, ISBN 2-7073-0285-6 (EA Paris 2979)
  - deutsch: Das Reale in seiner Einzigartigkeit. Merve Verlag, Berlin 2000, ISBN 3-88396-162-0.
- Les choix des mots. Éditions de Minuit, Paris 1995, ISBN 2-7073-1539-7.
  - deutsch: Die Wahl der Worte. Merve Verlag, Berlin 1997, ISBN 3-88396-137-X.
- Le principe de cruauté. Éditions de Minuit, Paris 1988, ISBN 2-7073-1180-4.
  - deutsch: Das Prinzip Grausamkeit. Merve Verlag, Berlin 1994, ISBN 3-88396-114-0.
- Le réel. Éditions de Minuit, Paris 2007, ISBN 978-2-7073-1864-0 (EA Paris 1977)
  - deutsch: Das Reale. Traktat über die Idiotie. Suhrkamp, Frankfurt am Main 1988, ISBN 3-518-11442-5.